# (955) Alstede
(955) Alstede és un asteroide del cinturó principal descobert per l'astrònom Karl Wilhelm Reinmuth en 1921 des de l'observatori de Heidelberg-Königstuhl, Heidelberg, Alemanya.
Porta el seu nom en honor de Lina Alstede Reinmuth, l'esposa del descobridor.
S'estima que té un diàmetre de 17,33 ± 1,0 km. La seva distància mínima d'intersecció de l'òrbita terrestre és de 0,866598 ua. El seu TJ és de 3,333.
Les observacions fotomètriques recollides d'aquest asteroide mostren un període de rotació de 5,19 hores, amb una variació de lluentor de 10,7 de magnitud absoluta.